# Hans-Christoph Wagner

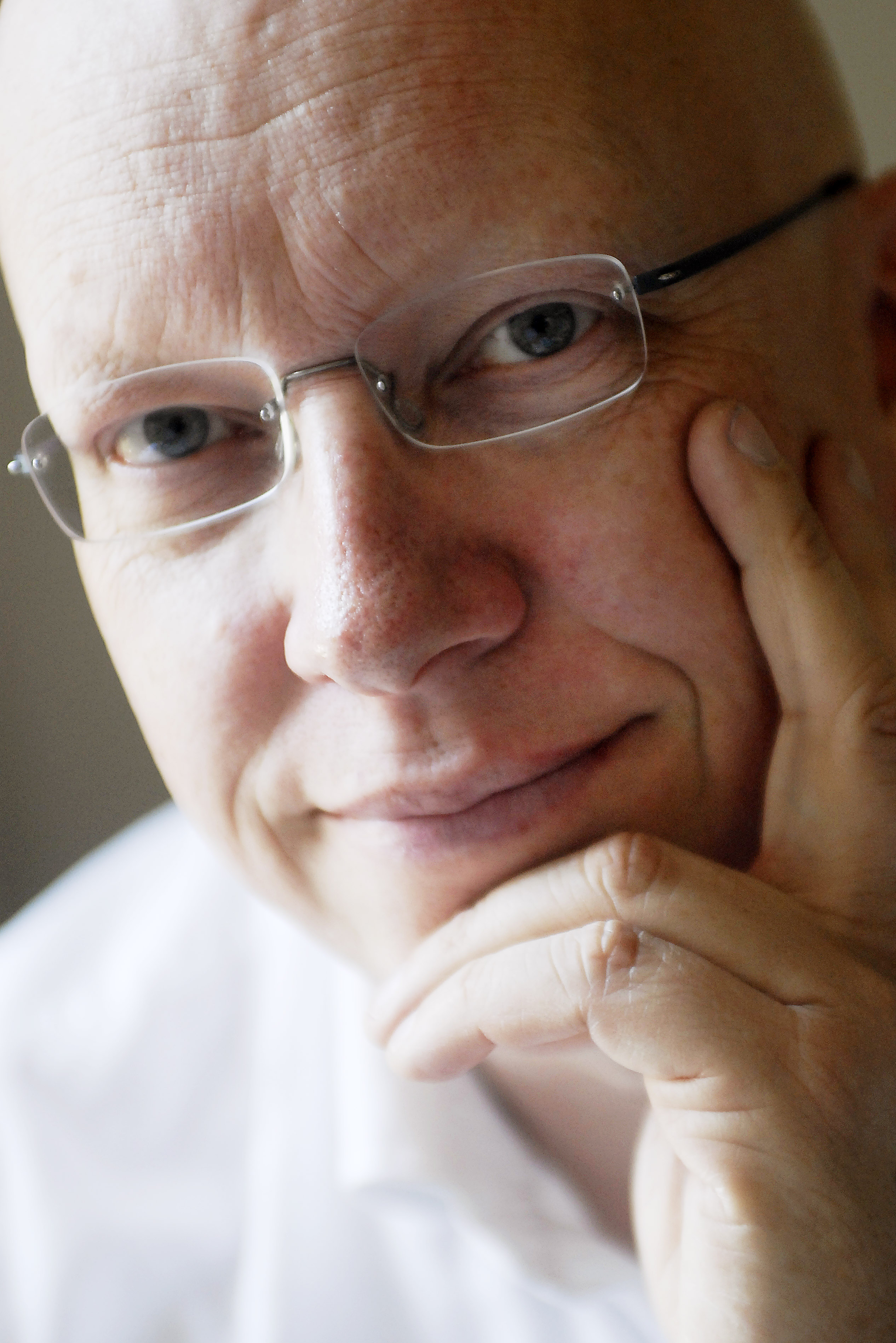
Hans-Christoph Wagner

Hans-Christoph Wagner (* 14. April 1963 in Hamburg) ist ein niederländischer Politiker. Als Abgeordneter der PvdA gehörte er vom 31. Mai 2006 bis dem 29. November 2006 der Zweiten Kammer des Niederländischen Parlaments an. Vom 17. Juni 2013 bis zum 17. Juni 2019 war er Bürgermeister von Albrandswaard, eine Gemeinde in der Provinz Zuid-Holland.
Wagner wurde in Deutschland geboren, wuchs aber in Nijmegen auf. Nach seinem Studium siedelte er Ende der 1980er Jahre nach Berlin über, wo er bis 1997 als Software- und Kommunikationsberater für verschiedene Unternehmen tätig war, darunter die Deutsche Lufthansa. Er war Mitte der 1990er Jahre Kreisvorsitzender der SPD im Berliner Bezirk Kreuzberg.
Nach seiner Rückkehr in die Niederlande schloss er sich der PvdA an und war in deren Ortsverein in Voorburg (später Leidschendam-Voorburg) aktiv. Bei den Kommunalwahlen 2006 wurde er in den Gemeinderat der südholländischen Gemeinde gewählt. Kurz darauf wurde Wagner als Nachfolger von Adri Duivesteijn als Kammerabgeordneter benannt.